# Медведь, Михаил Васильевич
Михаил Васильевич Медведь (род. 30 января 1964) — советский и украинский легкоатлет, специалист по многоборьям. Выступал за сборные СССР и Украины по лёгкой атлетике в конце 1980-х — начале 1990-х годов, бронзовый призёр Игр доброй воли в Сиэтле, обладатель бронзовой медали Универсиады в Дуйсбурге, победитель и призёр первенств национального значения, участник чемпионата мира в Токио. Позже — тренер и спортивный функционер.

## Биография
Михаил Медведь родился 30 января 1964 года. Представлял Киев и Украинскую ССР.
Впервые заявил о себе в лёгкой атлетике на всесоюзном уровне в сезоне 1986 года, выиграв золотую медаль в десятиборье на IX летней Спартакиаде народов СССР в Ташкенте.
В 1987 году на чемпионате СССР в Таллине взял бронзу.
На чемпионате СССР 1988 года в Киеве вновь стал бронзовым призёром.
В 1989 году на чемпионате СССР в Брянске с результатом в 8275 очков превзошёл всех соперников в десятиборье и завоевал золотую медаль. Попав в состав советской национальной сборной, выступил на Кубке Европы по легкоатлетическим многоборьям в Тёнсберге, где стал четвёртым в личном зачёте и помог своим соотечественникам выиграть бронзовые медали командного зачёта. Также, будучи студентом, представлял страну на летней Универсиаде в Дуйсбурге, откуда привёз награду серебряного достоинства — уступил здесь только американцу Дейву Джонсону.
В 1990 году одержал победу на чемпионате СССР в Сочи и стал бронзовым призёром на Играх доброй воли в Сиэтле — финишировал позади Дейва Джонсона и Дэна О’Брайена.
В 1991 году выиграл бронзовую медаль на международных соревнованиях Hypo-Meeting в Австрии, затем на Кубке Европы в Хелмонде стал четвёртым в личном зачёте и вместе с советской сборной выиграл бронзовую медаль командного зачёта. Принимал участие в чемпионате мира в Токио, но провалил все попытки в прыжках с шестом и без результата досрочно завершил выступление.
После распада Советского Союза в 1992—1994 годах ещё некоторое время представлял Украину на коммерческих турнирах Hypo-Meeting.
Впоследствии проявил себя на тренерском поприще, занимал должность генерального секретаря Федерации лёгкой атлетики Украины.